# 月刊オーディオビデオ
『月刊オーディオビデオ』（げっかんオーディオビデオ）は、電波新聞社が刊行していた雑誌。B5サイズ左綴じ、毎月20日頃発売。1973年-1994年4月号まで。
当初は月刊オーディオだったが、1984年に改題し、休刊までこのタイトルだった。
内容は主にAV機器の最新情報、あらゆるジャンルのソフト情報、初期には機器のチューンナップ改造講座もあった。
およそ、内容には関係ない部分に力を入れて企画で楽しめるものを優先する傾向があった。表紙には新人女性アイドルを起用し、紙面中1ページを使って特集していた。雑誌の発刊中はAV機器の進歩が隆盛を誇っていた。S-VHS、ED Beta、BS放送の多彩化、ハイビジョン試験放送、Hi8、DAT、MDなどの発表から開始時期にちょうど重なる。
執筆陣は飯田明、宮崎勝など各AV（オーディオビジュアル）評論家。